# D-chiro-Inositol
Le D-chiro-inositol, souvent abrégé DCI, est un composé chimique de formule C6H12O6 ; c'est l'un des stéréoisomères de l'inositol.
Assez rare dans l'alimentation, on le trouve toutefois dans la farine de sarrasin. Chez les vertébrés supérieurs, il pourrait être formé à partir du myo-inositol par une épimérase.
Le DCI jouerait un rôle comme messager secondaire dans la transduction de signal de l'insuline.